# Yunnan–Vietnam-järnvägen
Yunnan–Vietnam-järnvägen är en 855 kilometer lång smalspårig järnväg som förbinder Hai Phong i Vietnam med Kunming i Kina. Järnvägen byggdes av Frankrike mellan 1904 och 1910. Eftersom järnvägen passerar igenom bergig terräng, är den byggd med 1 000 millimeters spårvidd.[förklaring behövs]

## Byggnation
Franska intressen erhöll privilegiet att bygga och driva järnväg i Yunnan-provinsen av Qingdynastin som skulle förbinda det kinesiska Yunnanhöglandet med Tonkin-regionen i Franska Indokina. Avtalet innehöll en klasul om att järnvägen skulle ställas under kinesisk kontroll i fall av krig. Det franska Yunnan–Vietnam järnvägsbolaget anställde mer än 60 000 kineskiska arbetare och 3 000 franska, amerikanska, italienska, brittiska och kanadensiska ingenjörer för byggnadsarbetet. På den kinesiska delen av linjen som var 465 kilometer lång byggdes 107 järnvägsbroar av olika typer och 155 tunnlar byggdes.

## Andra världskriget
Franska Indokina kom efter Frankrikes fall att kontrolleras av Vichyregimen. Trots att Vichyregimen var nära allierade med axelmakterna så tillät man Republiken Kina att importera förnödenheter genom hamnen i Hai Phong som transporterades till Kunming via Yunnan–Vietnam-järnvägen i enlighet med det ursprungliga avtalet med Qing-regeringen. Detta var en av de få kvarvarande importrutterna som Kina hade under det andra sino-japanska kriget. I början av september 1940 hotade Japan att invadera Franska Indokina om inte trafiken upphörde och japanska trupper tilläts stationeras i norra delen av Indokina. Den 22 september vek sig fransmännen inför invasionshotet och gick med på de japanska villkoren. Endast några timmar efter att avtalet hade skrivits under invaderade japanska styrkor trots allt. Striderna ebbade ut den 26 september och Vichyregimen tvingades acceptera en större japansk militärkontroll av Franska Indokina.